# Yongin
Yongin (Yongin-si; 용인시; 龍仁市) è una città della provincia sudcoreana del Gyeonggi.

## Infrastrutture e trasporti
Verrà inaugurata a fine 2011 una linea di metropolitana leggera a servizio della città.